# Восьмые выборы президента Украины
Восьмые президентские выборы на Украине должны были состояться 31 марта 2024 года, однако не были назначены из-за действия на Украине военного положения, связанного со вторжением России. Законодательство Украины запрещает проведение выборов во время войны. В ходе продолжающихся боевых действий невозможно обеспечить безопасность голосования. В выборах не могли бы принять участие сотни тысяч украинских военных, отражающих российскую агрессию, а для миллионов украинских беженцев, выехавших из страны, голосование затруднено. По данным КМИС, более 80 % украинцев поддерживают[когда?] отказ от выборов во время войны. Весной 2024 и позже, после изначальной даты выборов Президента Украины, в России вели пропагандистскую кампанию по дискредитации легитимности президента Украины.

## Избирательная система
Президент Украины избирается сроком на пять лет на прямых всеобщих выборах. Никто не может быть избран более чем на два президентских срока подряд. Выборы 2024 года должны были стать восьмыми президентскими выборами на Украине с момента обретения этой страной независимости в 1991 году. Чтобы баллотироваться в президенты, нужно быть старше 35 лет, иметь украинское гражданство, проживать на Украине в течение не менее десяти лет до дня выборов и владеть государственным языком страны — украинским.
Если ни один из кандидатов не наберёт абсолютного большинства, два кандидата с наибольшим количеством голосов будут конкурировать между собой во втором туре. В нём победу одержит кандидат, набравший больше половины голосов, также в случае доказательства фальсификации выборов может быть назначен третий тур, который будет проходить аналогично второму.

## Хроника
О возможной подготовке одного из кандидатов к участию в выборах-2024 стало известно ещё в 2018 году. Политолог Тарас Черновол заявлял, что певец Святослав Вакарчук готовится к этим выборам[значимость факта?].
Заместитель главы Офиса президента Украины Сергей Трофимов в марте 2020 года предположил, что избиратели захотят второй каденции Владимира Зеленского. Согласно конституции страны, действующий президент может выдвинуть свою кандидатуру на ближайших выборах. Сам Зеленский на уточняющий вопрос журналиста в мае 2020 года ответил, что не исключает такой возможности.
Статья 103 Конституции Украины гласит, что Президент Украины избирается гражданами Украины на основе общего, равного и прямого избирательного права путем тайного голосования сроком на пять лет. Исполнение обязанностей Президента Украины на период до избрания и вступления на пост нового Президента Украины возлагается на Председателя Верховной Рады Украины (статья 112 КУ Украины). 
Цитируемые Deutsche Welle юристы в основном сходятся[когда?] во мнении, что вопрос о полномочиях президента и новых выборах должен решать Конституционный суд Украины. Согласно Конституции Украины (ст. 83) во время действия военного или чрезвычайного положения, полномочия Верховной Рады Украины продолжаются до дня первого заседания первой сессии Верховной Рады Украины после отмены военного или чрезвычайного положения. Продление полномочий Президента в действующей редакции Конституции не предусматривается. 
В августе 2023 года в Афинах на саммите ЕС — Балканы американский сенатор-республиканец Линдси Грэм призвал Зеленского «сделать следующий шаг в развитии демократии, а именно — провести президентские и парламентские выборы в 2024 году». «Я хочу, чтобы в этой стране были свободные и справедливые выборы, даже когда она подвергается нападкам», — сказал Грэм.
Однако к концу марта 2024 года в эту инстанцию не обратился никто из тех, кто это может сделать согласно законам. В издании «Зеркало недели» со ссылкой на конфиденциальные источники утверждалось, что Офис президента подготовил соответствующее представление уже в конце февраля, но самостоятельно подавать его не стал. Отказались от права заявки в Конституционный суд и депутаты от партии большинства в парламенте, имевшие такую возможность в случае сбора как минимум 45 подписей. Представители оппозиционных партий также не обращались в Конституционный суд, ссылаясь на межфракционное соглашение об отсрочке выборов до конца действия военного положения.
В ноябре 2024 года появилась информация о том, что выборы могли бы состояться 25 мая 2025 года.
В феврале 2025 года Президент США Дональд Трамп на брифинге с журналистами заявил о необходимости провести выборы на Украине. По сообщению CNN, в своем посте в социальной сети Truth Social Трамп заявил, что Зеленский «отказывается от выборов, у него очень низкие результаты в опросах общественного мнения на Украине». Он продолжил: «Зеленскому, диктатору без выборов, лучше поторопиться, иначе у него не останется страны». 
22 марта 2025 года спецпосланник Трампа по Украине объявил о том, что Украина согласна на проведение в ближайшее время президентских выборов.

## В российской пропаганде
Согласно данным украинских экспертов, в феврале 2024 года в информационном пространстве Украины, в частности, на каналах выехавшего из Украины бывшего народного депутата Игоря Мосийчука, появились вбросы[неизвестный термин] о потере президентом Украины легитимности в связи с непроведением выборов. Мосийчук в этом отношении сравнивал Зеленского с «диктатором Путиным». Данный нарратив подхватили[уточнить] помещенный в СИЗО депутат Александр Дубинский и бывший спикер Верховной Рады Дмитрий Разумков. Схожие комментарии оставляли пропагандистские боты. В марте нарратив поддержали официальные лица РФ — Василий Небензя и Сергей Лавров. Тема якобы нелегитимности раскручивается и в российском медиапространстве.

## Кандидаты

### Заявили о намерении баллотироваться
- Арестович, Алексей Николаевич — блогер, политический и военный обозреватель, бывший советник Офиса Президента Украины[13].
- Порошенко, Пётр Алексеевич — президент Украины (2014—2019), народный депутат Украины III, IV, V, VII, IX созывов, лидер партии «Европейская солидарность»[14][15].

## Социологические опросы
Диаграмма

### Результаты опросов

#### После 2022 года
| Дата               | Опрос                      | Валерий Залужный | Владимир Зеленский | Пётр Порошенко             | Дмитрий Разумков | Сергей Притула |
| Дата               | Опрос                      | Беспартийный     | «Слуга народа»     | «Европейская солидарность» | Беспартийный     | Беспартийный   |
| ------------------ | -------------------------- | ---------------- | ------------------ | -------------------------- | ---------------- | -------------- |
| март 2024 года     | SOCIS                      | 31,3 %           | 21,7 %             | 4,8 %                      | 4,2 %            | 3,1 %          |
| 31 марта 2019 года | Президентские выборы, 2019 | —                | 30,24 %            | 15,95 %                    | —                | —              |

#### До 2022 года включительно
| Дата                  | Опрос                                      | Владимир Зеленский | Дмитрий Разумков | Олег Ляшко                       | Игорь Смешко   | Юлия Тимошенко |
| Дата                  | Опрос                                      | «Слуга народа»     | Беспартийный     | «Радикальная партия Олега Ляшко» | «Сила и честь» | «Батькивщина»  |
| --------------------- | ------------------------------------------ | ------------------ | ---------------- | -------------------------------- | -------------- | -------------- |
| 28 апреля 2022 года   | Оперативная социология                     | 83,2 %             | 5,4 %            | 5,1 %                            | 1,7 %          | 3,5 %          |
| 30 сентября 2020 года | SOCIS                                      | 22,3 %             | 9,9 %            | 2,1 %                            | 6,3 %          | 5,5 %          |
| 13 августа 2020 года  | SOCIS                                      | 25,6 %             | 8,1 %            | 2,2 %                            | 5,3 %          | 6,8 %          |
| 5 июня 2020 года      | Киевский международный институт социологии | 40,9 %             | 4,8 %            | 4 %                              | 9,2 %          | 8,7 %          |
| 31 марта 2019 года    | Президентские выборы, 2019                 | 30,24 %            | —                | 5,48 %                           | 6,04 %         | 13,4 %         |